# Gustavo Scarpa
Gustavo Henrique Furtado Scarpa (ur. 5 stycznia 1994 w Campinas) – brazylijski piłkarz pochodzenia włoskiego występujący na pozycji ofensywnego pomocnika lub skrzydłowego, reprezentant Brazylii, od 2024 roku zawodnik Atlético Mineiro.